# 鄭發育
鄭發育（1916年10月16日—1996年2月22日），外文拚音 Fa-Yu Cheng，臺羅拼音 Huat-Io Tēnn。臺南人。日本京都大學哲學系畢業，拜京都學派西田幾多郎門下，專攻京都學派及德國哲學。戰後專研實驗心理學，與蘇薌雨為臺灣大學哲學系心理學研究室同事，也是臺灣大學心理學系創系元老，為臺灣實驗心理學的奠基者。

## 生平
1916月10日16日出生於臺南市鹽埕區白雪廟旁的三合院（現址為鹽埕路159巷32弄7號至9號 ），鄭發育出身望族，其父為小兒科醫生，其上有四位姊姊，下有三位妹妹及小弟。1923年就讀臺南第二公學校，1929年就讀臺南第二中學。1934年赴日名古屋，就讀第八高等学校，期間活躍於校內舞台劇、游泳校隊等社團，為該校當時唯一臺籍學生。1937年赴東京探詢，然東京帝國大學以法政人才培育見長，故1939年4月入學京都帝國大學哲學系，隔年7月回臺與吳氏結婚，1942年入學京都大學大學院深造，師從京都學派西田幾多郎。1945年育有一男二女，因戰後時局紛亂回臺謀職，受時任文學院院長林茂生肯定，於臺灣大學文學院哲學系任講師，與蘇薌雨教授同事主持哲學系心理學研究室並籌辦心理學系。1949年心理學系成立。1953年升等為副教授，1956年曾赴美耶魯大學 N. E. Miller 主持的心理學實驗室短研一年。1958年擔《國立臺灣大學理學院心理學系研究報告》（《中華心理學刊》前身）創刊編輯，隔年升等為教授。1967年、1978年曾休假研究兩次，1970年輕微腦中風，後1984年再度復發，1986年退休。於1996年2月22日腦溢血逝世。
混雜著臺、日、與德口音的鄭發育教授，作育英才 、著作等身，利用臺北帝國大學所遺留的心理學實驗器材，開設實驗心理學等課程，不斷培育心理學的嚴謹學術人才，例如吳英璋 （页面存档备份，存于）、余德慧等，也訓練當時任系上職員的陳台焴製作實驗器材，更大量發表相關論文，使得實驗心理學的基礎得以扎根，研究人格心理學與臨床心理學，為臺灣實驗心理學的奠基者。

## 理論與主張

### 受京都學派影響的心理學取向
師從京都學派西田幾多郎，鄭發育早年接觸德國思想例如德國觀念論、完型心理學（Hullian psychology）等，使得從事知覺心理學研究時，大抵以知覺的統覺理論為基礎。晚期八零年代則以私人講學來討論黑格爾通攝哲學、西田幾多郎「絕對哲學」辯證統一、齊克果神學自我與神辯、及實證心理學批判等，並與其生徒余德慧同譯西田幾多郎《善的純粹經驗 》。

### 實驗心理學的奠基
1956年曾赴美耶魯大學 N. E. Miller  主持的心理學實驗室短研一年，鄭發育接觸到霍爾學派（Hullian psychology）的行為學派 ，雜揉完型心理學的影響，設計一系列的心理學實驗，也曾將羅夏墨跡測驗引入臺灣，為排灣、賽夏、阿美族的色彩好惡、智力、及人格測驗提供比較，也曾將心理設計測驗導入工商適性研究上。

## 著作
列表為鄭發育著作：

### 卒業論文
1941《視差に依る奧行に及す圖形的影響》

### 篇章論文
- 1941〈奧行知覺之實驗〉，《實驗心理學》，卷4號3。
- 1941〈兩眼奧行知覺之實驗〉，《京都帝國大學實驗心理學研究》，號3。
- 1952〈高山族的色利好惡〉，《臺灣風物》，卷2號2，頁4-5。
- 1952〈高山族的智力測驗〉，《臺灣風物》，卷2號4，頁2-4。
- 1952 A comparative investigation personality analysis of Paiwanese and Urbans by Rorschach Test (with Chang C. F. & Chen C.C.), 傅故校長斯年先生紀念論文集. pp. 257-272. 臺北: 國立台灣大學.
- 1954〈臺肥五廠工業心理（適性）測驗簡介〉（與楊有維合著），《測驗年刊》，輯1，頁32-35。
- 1954〈中學生人格測驗研究報告〉，《測驗年刊》，輯２，頁71-77。
- 1954〈庫氏智力測驗的修訂與應用〉（與倪亮、張幸華合著），《測驗年刊》，輯２，頁67-73[105-111]。
- 1955〈描繪測驗〉，《臺肥五廠工友心理測驗報告》，頁29-47。
- 1955〈臺肥五廠工友心理測驗結論〉，《臺肥五廠工友心理測驗報告》。
- 1958 Learning as dynamic function of habit strength and field-structure, Acta Psychologica Taiwanica, 1, pp. 116-130.
- 1958 The effects of stomoaxch distention on thirst: The value of using a variety of measures, Acta Psychologica Taiwanica, 1, pp. 144-152.
- 1958 A personality analysis of the Ami and its three subgroups by Rorschach test (with Chu-Chang Chen, & Hsien Rin), Acta Psychologica Taiwanica, 1, pp. 131-143.
- 1958〈賽夏族性格的研究─用羅爾夏測驗法〉（與陳株璋、林憲、張肖松合著），《中國民族學報》，卷2，頁25-32。
- 1959〈臺灣學生人格特質之比較研究〉（與湯淑貞合著），《測驗年刊》，輯7，頁38-42。
- 1960 Drive discrimination learning under conflict situation, Acta Psychologica Taiwanica, 2, pp. 7-32.
- 1960〈人格之特質與知覺防衛機構之形成〉（與彭瑞雨合著），《國立臺灣大學理學院心理學系研究報告》，期2，頁50-59。
- 1961 Fear Condition with normal, neurotics, and schizophrenics, Acta Psychologica Taiwanica, 3, pp. 18-33.
- 1961〈關於心理學的運作論論爭的檢討〉，《國立臺灣大學理學院心理學系研究報告》，期3，頁78-89。
- 1962〈學習材料的「同質─異質性」與回憶之關係〉，《測驗年刊》，輯9，頁685-689。
- 1962 Is perceptual defense a result of learning of avoiding fear?, Acta Psychologica Taiwanica, 4, pp. 21-31.
- 1963 Function of punishment: I. The Effect of punishment as a dynamic function between habit strength and punishment intensity, Acta Psychologica Taiwanica, 5, pp. 6-18.
- 1964 Function of punishment: II. The differential punishment effect on the habit strength established by distributed and massed learning, Acta Psychologica Taiwanica, 6, pp. 10-17.
- 1966 The relation between amount of effort and extinction, Acta Psychologica Taiwanica, 8, pp. 1-12.
- 1966 Binocular disparity, stimulus intensity and the way of light presentation have to do with necessary stimulus duration time to produce depth strength (with F. Y), Acta Psychologica Taiwanica, 8, pp. 85-91.
- 1968 Effect of antenatal nutrition condition on the relation between amount of effort and extinction, Acta Psychologica Taiwanica, 10, pp. 40-44.
- 1968 Reaction time of introverts vs. extraverts in schizophrenics and normals, Acta Psychologica Taiwanica, 10, pp. 45-51.
- 1970 Conditioning of alpha rhythm blocking with schizophrenics (with Kou-Hwa Huang), Acta Psychologica Taiwanica, 12, pp. 24-32.
- 1971〈知覺防衛機制にいついて〉，《現代心理學の課題》。東京：東京大學出版會。
- 1972 Perceptual defense in the choice reaction time, Acta Psychologica Taiwanica, 14, pp. 107-112.
- 1972〈罰的效果〉，《犯罪與矯治》，卷5號1，頁17-18。

### 編譯及其他
- 1984《善的純粹經驗》（西田幾多郎撰、與余德慧合譯）。臺北：商務。
- 1970〈社會心理學〉，《雲五社會科學大辭典第九冊──心理學》，頁137-175。臺北：商務印書館。
- 1972〈態度與團體關係〉，《心理學》（孫敬婉等編）。臺北：中國行為科學社。

## 延伸閱讀
- 國史館臺灣文獻館，《臺灣鹽業檔案─株主名簿（二）典藏號006050083088 （页面存档备份，存于）》。
- 中央研究院「日治臺灣哲學與實存運動」研究計畫，《日治時期臺灣哲學文獻清單列表 （页面存档备份，存于）》。
- 臺灣大學哲學系，《臺灣哲學研究資料庫 （页面存档备份，存于）》。
- 洪子偉，2016，〈日治時期臺灣哲學系譜與分期〉，洪子偉（編），《存在交涉：日治時期的臺灣哲學》，頁15-42。臺北：聯經。
- 蘇鄉雨敎授七十大壽紀念委員會，1969，《蘇維霖薌雨敎授七十大夀紀念專刊》。臺北：蘇鄉雨敎授七十大壽紀念委員會。
- 余德慧、吳英璋、徐嘉宏，1999，〈鄭發育教授（1916-1996）：臺灣實驗心理學的奠基者〉，《中華心理學刊》，卷41期2，頁113-120。